# Megalibgwilia
Megalibgwilia is een geslacht van uitgestorven mierenegels dat alleen bekend is van Australische fossielen als oudst bekende mierenegelsoort. Het geslacht varieerde van het Mioceen tot het Laat-Pleistoceen en stierf ongeveer 50.000 jaar geleden uit. Soorten van Megalibgwilia waren meer wijdverspreid in warmere en vochtige klimaten. Het uitsterven kan worden toegeschreven aan toenemende verdroging in Zuid-Australië.
Megalibgwilia werd voor het eerst beschreven in 1884 vanuit een gebroken linkeropperarmbeen door Richard Owen als Echidna ramsayi. Complete schedels en postcraniale fossielen zijn sindsdien beschreven. Een tweede soort Echidna (Proechidna) robusta werd in 1896 beschreven door de Australische paleontoloog William Sutherland Dun met als holotype AMF51451. Al dit materiaal werd later wel ondergebracht bij Zaglossus wat sommige onderzoekers nog steeds doen.
In 1991 benoemde Griffiths het aparte geslacht Megalibgwilia voor de twee soorten. De geslachtsnaam komt van het Griekse mégas (μέγας) en Wemba Wemba libgwil (plus het Latijnse achtervoegsel -ia), wat 'mierenegel' betekent. Later werd Echidna owenii Krefft 1868 gezien als een ouder synoniem van de typesoort.
Hoewel ze soms vaak worden aangeduid als gigantische echidna's, wordt aangenomen dat Megalibgwilia-soorten qua grootte vergelijkbaar zijn met de hedendaagse westerse langsnavelige echidna, maar met iets langere onderarmen. Ze waren kleiner dan een grote soort bekend van fossielen in Australië, Murrayglossus. Fossielen van Megalibgwilia ramsayi zijn gevonden in afzettingen op het vasteland van Australië en op Tasmanië. Megalibgwilia robusta is alleen gevonden in New South Wales. Megalibgwilia was waarschijnlijk een insecteneter, zoals de kortsnavelige mierenegel, in plaats van een wormeneter zoals leden van Zaglossus.
Megalibgwilia robusta is de oudst bekende echidna en de enige bekende soort uit het Mioceen.